# Passo di San Francisco
Il passo di San Francisco (Paso de San Francisco in spagnolo) è un valico andino internazionale che separa l'Argentina dal Cile posto ad un'altitudine di 4726 m s.l.m..